# Cenopalpus
Cenopalpus är ett släkte av spindeldjur. Cenopalpus ingår i familjen Tenuipalpidae.

## Dottertaxa tillCenopalpus, i alfabetisk ordning[1]
- Cenopalpus abaii
- Cenopalpus aratus
- Cenopalpus arbuti
- Cenopalpus bagdasariani
- Cenopalpus bakeri
- Cenopalpus brachypalpus
- Cenopalpus capacis
- Cenopalpus capensis
- Cenopalpus carpini
- Cenopalpus chitraliensis
- Cenopalpus crataegi
- Cenopalpus creticus
- Cenopalpus dignus
- Cenopalpus eriobotryi
- Cenopalpus evini
- Cenopalpus favosus
- Cenopalpus halperini
- Cenopalpus haqii
- Cenopalpus hederae
- Cenopalpus homalos
- Cenopalpus irani
- Cenopalpus japonicus
- Cenopalpus kritos
- Cenopalpus lanceolatisetae
- Cenopalpus limbatus
- Cenopalpus lineola
- Cenopalpus longirostris
- Cenopalpus mespili
- Cenopalpus meyerae
- Cenopalpus mughalii
- Cenopalpus musai
- Cenopalpus natalensis
- Cenopalpus naupakticus
- Cenopalpus officinalis
- Cenopalpus oleunus
- Cenopalpus orakiensis
- Cenopalpus pegazzanoae
- Cenopalpus pennatisetis
- Cenopalpus picitilis
- Cenopalpus piger
- Cenopalpus pistaciae
- Cenopalpus platani
- Cenopalpus populi
- Cenopalpus pritchardi
- Cenopalpus pseudospinosus
- Cenopalpus pterinus
- Cenopalpus pulcher
- Cenopalpus quadricornis
- Cenopalpus ramus
- Cenopalpus ruber
- Cenopalpus saryabiensis
- Cenopalpus scoopsetus
- Cenopalpus spinosus
- Cenopalpus sunniensis
- Cenopalpus tamarixi
- Cenopalpus taygeticus
- Cenopalpus wainsteini
- Cenopalpus viniferus
- Cenopalpus virgulatus
- Cenopalpus xini